# Luciano Rivas
Luciano Alejandro Rivas Stepke (Pitrufquén, 15 de mayo de 1982) es un ingeniero acuícola y político chileno, cercano al partido Evolución Política (EVOPOLI). Se desempeñó como Gobernador de La Araucanía entre el 14 de julio de 2021 y el 6 de enero de 2025.

## Biografía

### Vida personal
Nació en Pitrufquén el 15 de mayo de 1982. Sus padres son Gloria Stepke Vásquez y Daniel Rivas Barrio, quien es gerente de producción de Empresas Gorbea. Está casado con Verónica Brebi, con quien tiene dos hijos, Benjamín y Gustavo.
Su enseñanza media la realizó en el Liceo C-33 de Pitrufquén, para luego graduarse de ingeniero acuícola en la Universidad Católica de Temuco.

### Carrera profesional
Tras su titulación, asumió la representación regional de la Asociación Salmón Chile, para luego el año 2010 asumir como presidente electo de la Multigremial de La Araucanía hasta 2012, siendo reelecto el año 2017.Renunció al cargo en octubre de 2020 para ser candidato a Gobernador Regional de La Araucanía.
Desde el año 2012 hasta el 2021 fue gerente de desarrollo en Empresas Gorbea.

## Carrera política
Políticamente independiente, cercano a Evolución Política. Fue declarado como candidato a Gobernador Regional de La Araucanía tras vencer en una encuesta local al precandidato de la Unión Demócrata Independiente (UDI), Gonzalo Arenas.
En las elecciones de gobernadores regionales fue electo como Gobernador de la Región de La Araucanía cuando obtuvo la victoria en segunda vuelta, obteniendo el 58,21% de los votos, derrotando en la segunda vuelta al candidato de centroizquierda Eugenio Tuma (PPD).
Rivas asumió el cargo el 14 de julio de 2021, siendo el único Gobernador Regional de derecha electo en todo el país.  En 2024, anunció su intención de ir a la reelección por el cargo, pese a cuestionamientos realizados por la presidenta de Evopoli Gloria Hutt en cuanto a su vinculación en el caso convenios.Finalmente, en su reelección es apoyado por Renovación Nacional.
Luego de obtener la segunda mayoría en la primera vuelta de las Elecciones regionales de 2024, cae derrotado en la segunda vuelta ante el candidato René Saffirio.

## Controversias
En julio de 2023, se abrió una investigación penal en contra de la Gobernación, por millonarios traspasos a favor de la Fundación Local, una fundación fundada en 2020 que recibió 1.200 millones de pesos para la ejecución de proyectos turísticos.La Fundación no contaba con sitio web ni redes sociales, y recién arribaron en junio de 2023 a Temuco, pese a esto Rivas defendió la legalidad de los traspasos de dinero.También se reveló que el representante legal de la Fundación Local, el empresario Héctor Troncoso, es cercano a Rivas, incluso compartiendo registros de su relación en redes sociales, las cuales luego fueron borradas.En un reportaje de Ciper el 29 de julio de 2024 se reveló que el GORE de la Araucanía traspasó cerca de 2 mil millones de pesos a la Fundación Local, y que existe un lazo entre el tesorero de la Fundación con su familia, al ser marido de la prima del Gobernador. Además, el principal asesor jurídico de Rivas es hermano del tesorero de la Fundación Local, mientras que su exmano derecha Juan Pablo Leonelli esta emparejado con una trabajadora de la Fundación. Rivas alegó desconocimiento de lo acusado, como también indicó una cifra diferente de la señalada por la Contraloría, de los traspasos a la Fundación Local.
El 19 de julio de 2023, Radio Bío-Bío reveló en un reportaje el traspaso de 400 millones de pesos a la Fundación Espacio Coigüe, liderada por la excandidata a diputada por la región de Chile Vamos Claudia Lillo, para ejecutar el programa de capacitación y formación para dirigentes de la región. La fundación cuenta en su directorio con Sebastián Naveillán (exPLR y actual miembro de la Comisión para la Paz y el Entendimiento), sobrino de la diputada Gloria Naveillán, quien mediante un oficio solicitó información a la Contraloría, además de indicar que la fundación no tiene experiencia en capacitación. Rivas indicó, como en la acusación anterior, que "Está todo en regla".
El viernes 11 de agosto de 2023, se indicó que eran 4 las fundaciones investigadas por sus convenios con la Gobernación Regional de la Araucanía.Luego de todas estas investigaciones judiciales, en marzo de 2024 Rivas se querelló contra la diputada Ericka Ñanco por injurias, tras esta acusarlo de robarse cerca de 17 mil millones de pesos o estar siendo investigados por otros hechos que constituirían delito.En mayo del mismo año, se descartó el desafuero de la diputada.
En abril de 2024, se reveló que su mano derecha dentro de la Gobernación, Juan Pablo Leonelli, estaría involucrado en la arista Folab. Al mes siguiente, Leonelli presentó su renuncia a su cargo.En agosto de 2024, Leonelli fue formalizado por Fraude al Fisco, decretándose su prisión preventiva. Ese mismo mes, el Ministerio Público dio a conocer testimonios de la causa que apuntaban a utilizar la defraudación también tenía como objetivo generar recursos para la campaña que apuntaba la reelección de Rivas, esto último fue señalado el 2 de octubre a través de un reportaje de Teletrece que dio a conocer el testimonio de la imputada Rinat Ortiz, quien en su declaración aseguró que el objetivo del proyecto era beneficiar la campaña de su reelección".El 21 de noviembre, se dio a conocer a la opinión pública la declaración de Leonelli, en donde señaló que Rivas conocía y autorizo los dineros a las fundaciones nombradas.El 5 de diciembre, se reveló en Teletrece que el director de la Fundación Local, Pablo Gallardo, explica a través de un audio de Whatsapp el mecanismo a utilizar para sacar dinero de la Gobernación a través de la Fundación, como también confirma la cercanía entre Rivas y Héctor Troncoso, cuyos hijos eran compañeros del mismo curso del colegio.Además, ese mismo día se supo de la renuncia del director jurídico de la Gobernación, Francisco Torres, quien en su carta-renuncia acusó a Rivas de un actuar corrupto y antijurídico.
En julio de 2025, Rivas se declaró como ignorante de todo lo que realizaba la Fundación Local, de los cuantiosos recursos aprobados por el GORE y de que la Fundación era de alguien cercano.

## Historial electoral

### Elecciones de gobernadores regionales de 2021
- Elecciones de Gobernadores Regionales 2021, para gobernador por la Región de La Araucanía (Primera vuelta).

|  | 30,30 % |

|  | 19,94 % |

|  | 16,09 % |

|  | 11,58 % |

|  | 8,33 % |

|  | 5,40 % |

|  | 4,85 % |

|  | 3,52 % |

|  | 87,18 % |

|  | 3,81 % |

|  | 9,01 % |

|  | 100,00 % |

|  | 38,46 % |

- Elecciones de Gobernadores Regionales 2021, para gobernador por la Región de La Araucanía (Segunda vuelta).

|  | 58,21% |

|  | 41,75% |

|  | 97,94% |

|  | 1,54% |

|  | 0,50% |

|  | 100% |

|  | 14,60 % |